# Maryana Iskander
Maryana Felib Iskander (Caïro, 1 september 1975) is een Amerikaanse van Egyptische herkomst. Per 5 januari 2022 is zij de chief executive officer (ceo) van de Wikimedia Foundation. Eerder was zij ceo van de Harambee Youth Employment Accelerator en daarvoor chief operating officer (coo) van de Planned Parenthood Federation of America, Inc. (PPFA).

## Jeugd en onderwijs
Maryana Iskander werd als Egyptische geboren in Caïro, Egypte, waar ze woonde voordat het gezin naar de Verenigde Staten emigreerde toen zij vier jaar oud was. Het gezin vestigde zich in Round Rock, Texas. Iskander studeerde magna cum laude af aan de Rice University met een graad in sociologie. Vervolgens studeerde ze aan de Universiteit van Oxford als Rhodes Scholar, waar ze de titel Master of Science (MSc) behaalde en waar ze de Rhodes Association of Women oprichtte. In 2003 studeerde ze af aan de Yale Law School.

## Carrière
Na haar afstuderen aan de Universiteit van Oxford begon Iskander haar carrière bij het organisatieadviesbureau McKinsey and Co. Na haar afstuderen aan de Yale Law School werkte Iskander voor Diane P. Wood bij het Hof van Beroep voor het 7e circuit in Chicago, Illinois. Ze werkte bij Rice University als adviseur van David Leebron, de rector magnificus. Twee jaar later begon ze als coo voor PPFA in New York. Ze heeft ook gewerkt als strategieconsultant voor WL Gore & Associates en als jurist bij Cravath, Swaine & Moore in New York en Vinson & Elkins in Houston.
Na haar tijd bij Planned Parenthood begon Iskander in 2012 te werken als coo van Harambee Youth Employment Accelerator in Zuid-Afrika, een organisatie die tot doel heeft jeugdwerkloosheid te verminderen door het verbinden van werkgevers met nieuwe werknemers. In 2013 werd ze er chief executive officer (ceo). 
Op 14 september 2021 werd Iskander per 5 januari 2022 benoemd tot nieuwe ceo van de Wikimedia Foundation.

## Erkenning
Iskander heeft verschillende prijzen en beurzen ontvangen. Deze omvatten de Skoll Award for Social Entrepreneurship en de Yale Law School Distinguished Alumnae Award. In 2002 ontving ze de Paul and Daisy Soros Fellowship for New Americans, die wordt gegeven aan immigranten of de kinderen van immigranten "die klaar staan om een belangrijke bijdrage te leveren aan de Amerikaanse samenleving, cultuur of hun academische veld". Ze ontving een Rhodes Scholarship en Harry S. Truman Scholarship. Ze was in 2006 lid van de Henry Crown Fellows aan het Aspen Institute en van hun Aspen Global Leadership Network.